# Pseudophacidium diselmae
Pseudophacidium diselmae är en svampart som beskrevs av Z.Q. Yuan, Rudman & C. Mohammed 2000. Pseudophacidium diselmae ingår i släktet Pseudophacidium och familjen Ascodichaenaceae.   Inga underarter finns listade i Catalogue of Life.